# Landkreis Vorpommern-Rügen

Administrativ indelning i distriktet Vorpommern-Rügen

Landkreis Vorpommern-Rügen är ett distrikt (Landkreis) i det tyska förbundslandet Mecklenburg-Vorpommern.
Distriktet bildes i september 2011 vid en sammanläggning av distriktet Nordvorpommern, distriktet Rügen och den kreisfria staden Stralsund under en distriktsreform i Mecklenburg-Vorpommern . Huvudorten är Stralsund, som är den största staden i distriktet.
Den 4 september 2011 bestämdes att distriktet får kallas Vorpommern-Rügen vid en folkomröstning.
Distriktet ligger huvudsakligen i det historiska landskapet Vorpommern.  Väster om distriktet ligger distriktet Rostock och i söder distriktet Vorpommern-Greifswald och distriktet Mecklenburgische Seenplatte.

## Administrativ indelning
I förvaltningsrättslig mening finns i modern tid ingen skillnad mellan begreppet Stadt (stad) gentemot Gemeinde (kommun). 
Distriktet Vorpommern-Rügen delas in i åtta amtsfria kommuner och tolv amt.

### Amtsfria städer och kommuner
- Binz, kommun
- Grimmen, stad
- Marlow, stad
- Putbus, stad
- Sassnitz, stad
- Stralsund, stad
- Süderholz, kommun
- Zingst, kommun

### Amten i distriktet Vorpommern-Rügen
| - Amt Altenpleen (huvudort: Altenpleen) - Amt Barth (huvudort: Barth) - Amt Bergen auf Rügen (huvudort: Bergen auf Rügen) - Amt Darß/Fischland (huvudort: Born auf dem Darß) - Amt Franzburg-Richtenberg (huvudort: Franzburg) - Amt Miltzow (huvudort: Sundhagen) | - Amt Mönchgut-Granitz (huvudort: Baabe) - Amt Niepars (huvudort: Niepars) - Amt Nord-Rügen (huvudort: Sagard) - Amt Recknitz-Trebeltal (huvudort: Tribsees) - Amt Ribnitz-Damgarten (huvudort: Ribnitz-Damgarten) - Amt West-Rügen (huvudort: Samtens) |